# Сейсмічність Португалії
Сейсмічність Португалії — характеризується підвищеною інтенсивністю.

## Загальна характеристика
Португалія розташована в активній сейсмічній зоні. Землетруси силою до 8 балів і більше відмічаються в країні в середньому один раз на два роки. Коефіцієнт сейсмічної небезпеки, що загалом варіює від 0 до 2, для Португалії дорівнює 0,7. Епіцентри землетрусів, як правило, збігаються із зонами регіональних тектонічних розломів. Найсильніші землетруси (до 8,5–9,0 балів) пов'язані з підводними, найактивнішими тектонічними структурами.
Вчені з Ліссабонського університету в Португалії протягом багатьох років вивчали сейсмічну історію свого регіону. Так, місцина з якої походять землетруси – плоска абісальна рівнина, далека від тектонічних розломів. Але за цим плоским, нічим не примітним рельєфом морського дна відбувається щось сейсмічне. Згідно наукової публікації 2019 року в National Geographic, під Португалією, схоже, розташована масивна аномалія, яка утворилась, коли низ тектонічної плити почав відшаровуватись від її вершини. За словами вчених, це може бути першим в історії свідченням розшарування тектонічної плити. Причина може бути у так званому явищі серпентинізації – внаслідок нього вода просочується у скелясті породи середнього шару плити й перетворює їх на м'якішу породу. Можливо, цей середній прошарок став настільки слабким, що просто не "утримав" нижній. Якщо дослідники мають рацію, то це може бути зародженням зони субдукції – коли одна плита пірнає під іншу. Внаслідок цього у зоні підвищується сейсмічна активність. Утворення субдукції залишається невирішеним для науки питанням, втім узбережжя Португалії може стати природною лабораторією зі спостереження за цим явищем. Процес, який відбувається в даний час, може знаменувати скорочення площі Атлантичного океану і повільне пересування Європи в бік Канади. За мільйони років це явище може утворити суперконтинент.

## Землетруси у минулі століття
1 листопада 1755 року, о 09:20 ранку (за місцевим часом), біля південно-західного узбережжя Португалії стався потужний землетрус, який отримав назву Лісабонський землетрус (або «Великий Лісабонський землетрус», «Землетрус 1755 року»). Епіцентр землетрусу знаходився у східний частині Атлантичного океану, приблизно за 200 км на південний захід від півострова Святого Вінсента. Магнітуда землетрусу складала 8,5–9,0 балів. Землетрус знищив португальську столицю Лісабон та багато прибережних поселень та став одним із найбільш руйнівних і смертоносних землетрусів в історії. Землетрус забрав життя до 100 тисяч осіб за 6 хвилин. Після сейсмічних поштовхів виникла пожежа і цунамі, які збільшили масштаб катастрофи. Став першим вивченим європейською наукою землетрус, що послужив поштовхом до зародження новітньої сейсмології.
28 лютого 1969 року, о 3:41 ранку (за місцевим часом), поблизу узбережжя Португалії стався потужний землетрус магнітудою від 7,3 до 7,9 балів (за шкалою Ріхтера). Він супроводжувався невеликим цунамі і 48-ма афтершоками, тобто повторними, але менш активними, поштовхами. Тільки в муніципалітеті Віла-ду-Бішпу було зруйновано 400 будинків. Загалом вфд час стихійного лиха загинуло 13 осіб.

## Землетруси XXI століття

### 2009
17 грудня, біля берегів Португалії стався помірний (за шкалою інтенсивності МSK-64) землетрус силою 5,7 балів (за шкалою Ріхтера). За даними Геологічної служби США (USGS), епіцентр землетрусу знаходився за 185 км на захід від м. Фару і за  265 км на південь від столиці країни міста Лісабону.  Гіпоцентр землетрусу залягав на глибині 10 км. Даних про жертви і руйнування, загрозу цунамі — не надходило.

### 2018
15 січня, об 11:51 (за місцевим часом), у південній частині Португалії стався сильно відчутний (за шкалою інтенсивності МSK-64) землетрус силою 4,9 балів (за шкалою Ріхтера). За даними Португальського інституту моря і атмосфери (IMPA), землетрус було зафіксовано неподалік від Аррайолуш, який є частиною регіону Алентежу в окрузі Евора. Згідно повідомлення видання The Portugal News, інцидент спричинив паніку в Алгарві та Лісабоні, хоч як зазначається, поштовхи відчувалися по всій країні. Повідомлень про потерпілих і руйнування — не надходило.
1 листопада, в акваторії Атлантичного океану, біля берегів Португалії стався помірний (за шкалою інтенсивності МSK-64) землетрус силою 5,6 балів (за шкалою Ріхтера). Епіцентр землетрусу знаходився за 393 км на північний захід від міста Алгейран-Мен-Мартінш.

### 2023
5 вересня, в південній провінції Португалії Алгарве було зафіксовано два землетруси за короткий проміжок часу: перший, відчутний (за шкалою інтенсивності МSK-64) магнітудою 3,9 балів (за шкалою Ріхтера) стався рано вранці, годиною пізніше за ним послідував ще один, магнітудою — 3,7 балів. Тим часом в Еворі було зафіксовано землетрус силою 2,6 балів (за шкалою Ріхтера), а пізніше в Аруці — 2,5 балів.

### 2024
26 серпня, о 05:11 ранку (за місцевим часом), у Португалії стався помірний (за шкалою інтенсивності МSK-64) землетрус магнітудою 5,3 балів (за шкалою Ріхтера). За повідомленням видання Publico, епіцентр землетрусу знаходився під океанським дном за 60 км від південно-західного узбережжя країни та столиці Лісабона. Основний поштовх в подальшому супроводжувався трьома афтершоками.

### 2025
17 лютого, о 13:24 (за місцевим часом), на станціях материкової сейсмічної мережі було зафіксовано сильно відчутний (за шкалою інтенсивності МSK-64) землетрус силою 4,7 балів (за шкалою Ріхтера). Епіцентр землетрусу знаходився в районі Сейшал, приблизно за 24 км від столиці Португалії. За даними Національного управління з надзвичайних ситуацій та цивільного захисту (ANEPC), в результаті землетрусу не було зафіксовано жодних особистих або матеріальних збитків.